# КАМАЗ-4350
КАМАЗ-4350 — российский среднетоннажный грузовой автомобиль повышенной проходимости производства Камского автомобильного завода. Входит в семейство грузовых автомобилей «Мустанг», в которое также входят КАМАЗ-5350 (6х6) и КАМАЗ-6350 (8х8), с которыми имеет высокую степень унификации.

## История

#### Армейские автомобили семейства «Мустанг»
В 1989 году по заказу Министерства обороны на Камском автомобильном заводе началась разработка многоцелевого военного грузовика «Мустанг».
В 1991 году была выпущена первая опытная партия полноприводных автомобилей — двухосные «КАМАЗ-4350» (4х4), трёхосные «КАМАЗ-5350» (6х6) и четырёхосные «КАМАЗ-6350» (8х8), грузоподьёмностью 4, 6 и 10 тонн соответственно. Вторая мелкосерийная партия была выпущена в 1995 году. В 1999 году автомобили были рекомендованы Министерством обороны к серийному производству, но в связи с тяжёлой экономической ситуацией в стране к 2001 году было произведёно только 15 новых машин.
С 2002 году автомобили семейства «Мустанг» пошли в серийное производство для Вооруженных Сил России. Автомобили прошли модернизацию, оснащались двигателями стандарта «Евро-2» с турбонаддувом, возрасла грузоподёмность. К концу 2004 года семейство пополнилось пятью новыми моделями: грузовик КАМАЗ-43501, КАМАЗ-53501 и седельный тягач КАМАЗ-53504, на базе КАМАЗ-6350 были созданы грузовик КАМАЗ-63501 и седельный тягач КАМАЗ-6450.
Серийный выпуск КАМАЗ-4350 с колесной формулой 4х4 начался с 2002 года. Изначально полноприводный грузовик имел длинную базу 7960 см и высоту 3290 см. Для применения в военных целях раму укоротили до 6395 см, высота была уменьшена до 3000 см, укороченная модель получила название КАМАЗ-43501.

#### Спецтехника
Автомобильное шасси КАМАЗ-43501 и КАМАЗ-43502 используется для различных целей в противопожарной и аварийно-спасательной службе МЧС, специальном транспорте водоканала, для ремонтных и строительно-монтажных работ. Автомобили выпускаются с различными вариантами кузова — вахтовый автобус, автоцистерна, бурильно-крановая машина, кран-манипулятор (КМУ), автогидроподъёмник, пожарный автомобиль.

## Модификации
- КАМАЗ-43501 — имеет укороченную базу (6395 мм против стандартной 7960 мм).
- КАМАЗ-43501 ВДВ — машина предназначена специально для воздушно-десантных войск.
- КАМАЗ-43502 — гражданская модификация, оснащена улучшенным двигателем КАМАЗ-740.652-260 («Евро-4») и увеличенной грузоподъемностью (5500 кг).
- КАМАЗ-435029 «Патруль» — бронеавтомобиль на шасси КАМАЗ-4350
- КАМАЗ-3958 «Горец» — специальный бронированный автомобиль на базе КАМАЗ-43501
- КАМАЗ «Бархан» — экспериментальный автомобиль на шасси КАМАЗ-43501

## Изображения

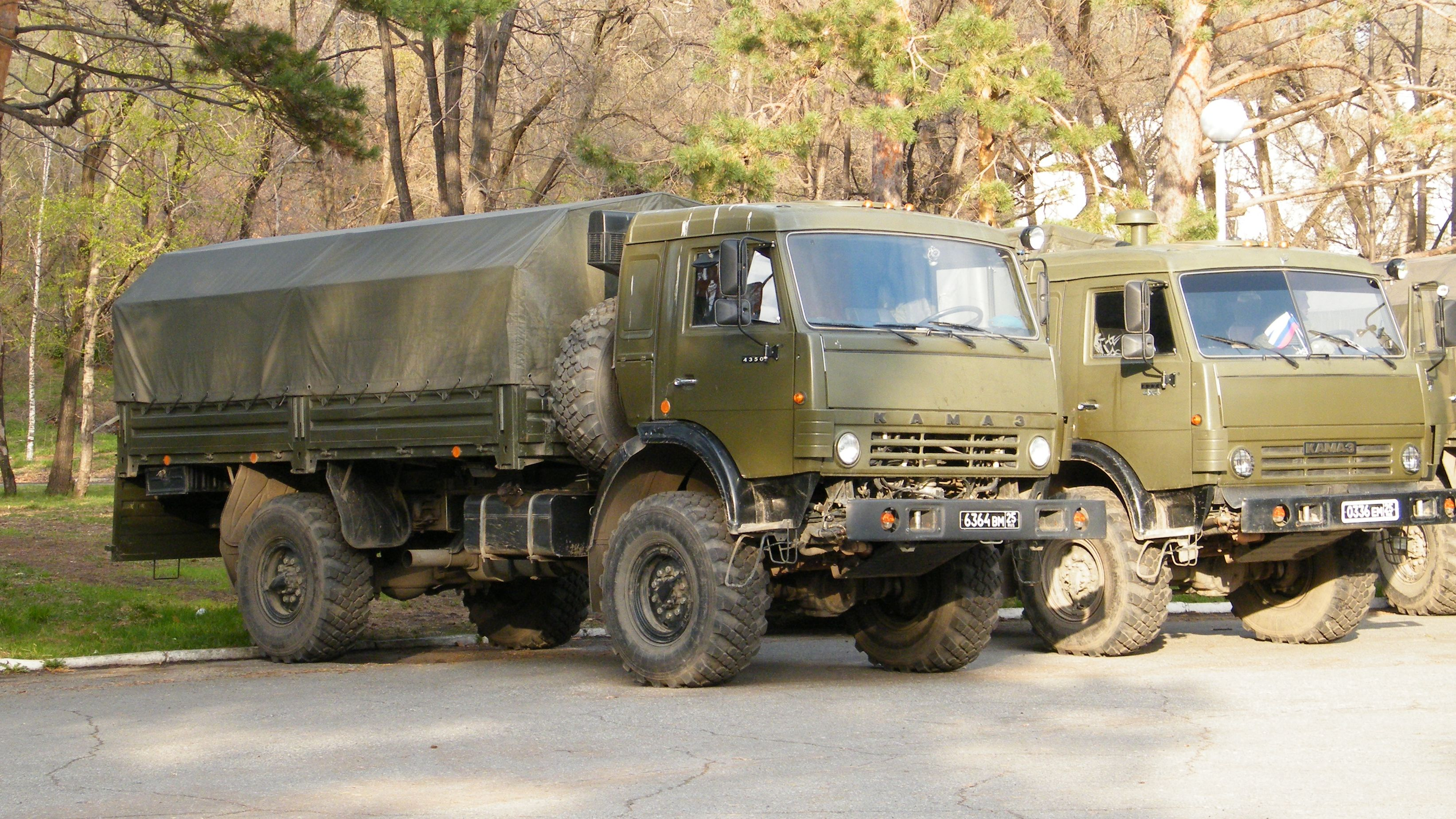
КАМАЗ-4350 рядом с КАМАЗ-4326
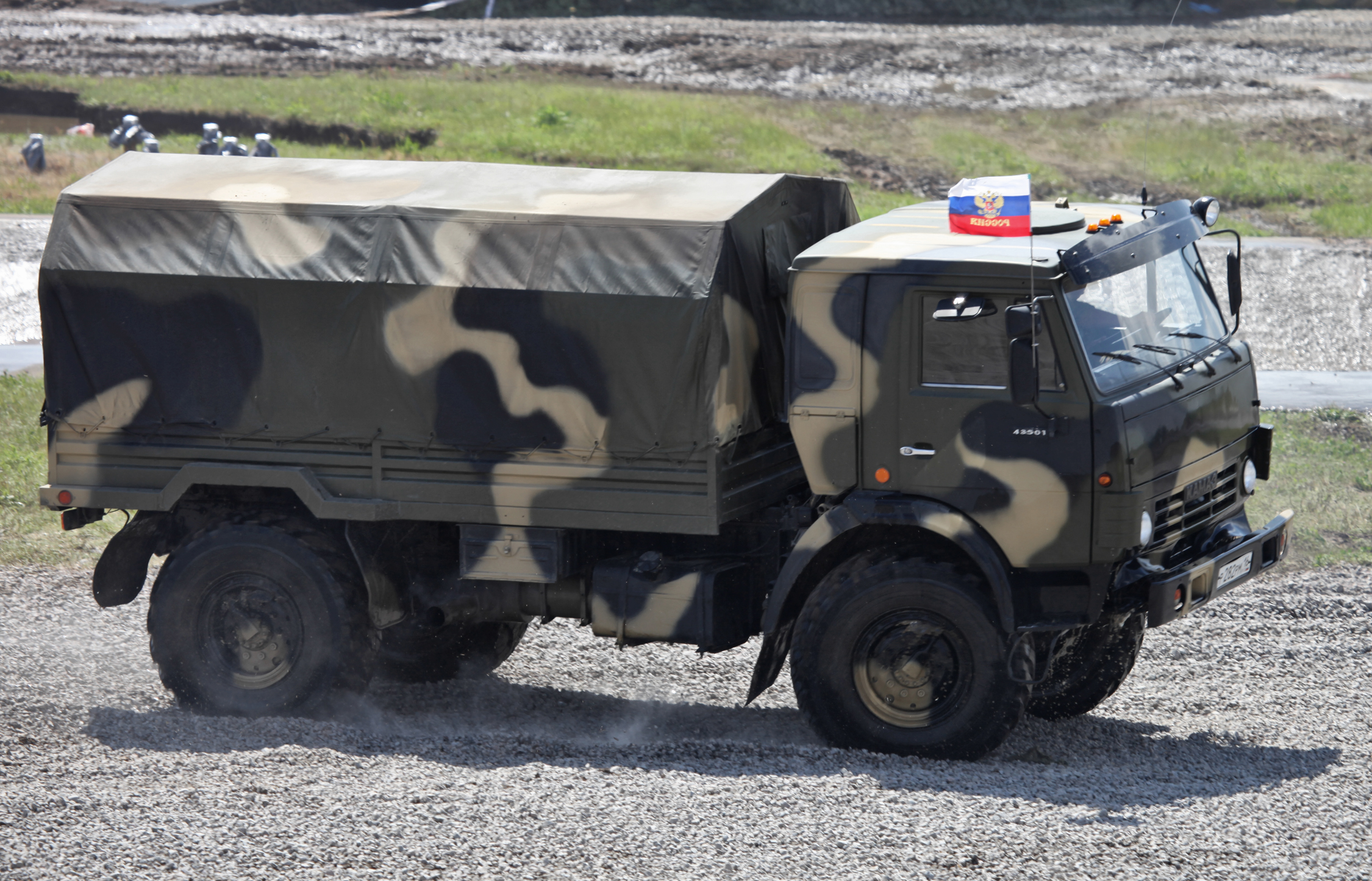
КАМАЗ-43501
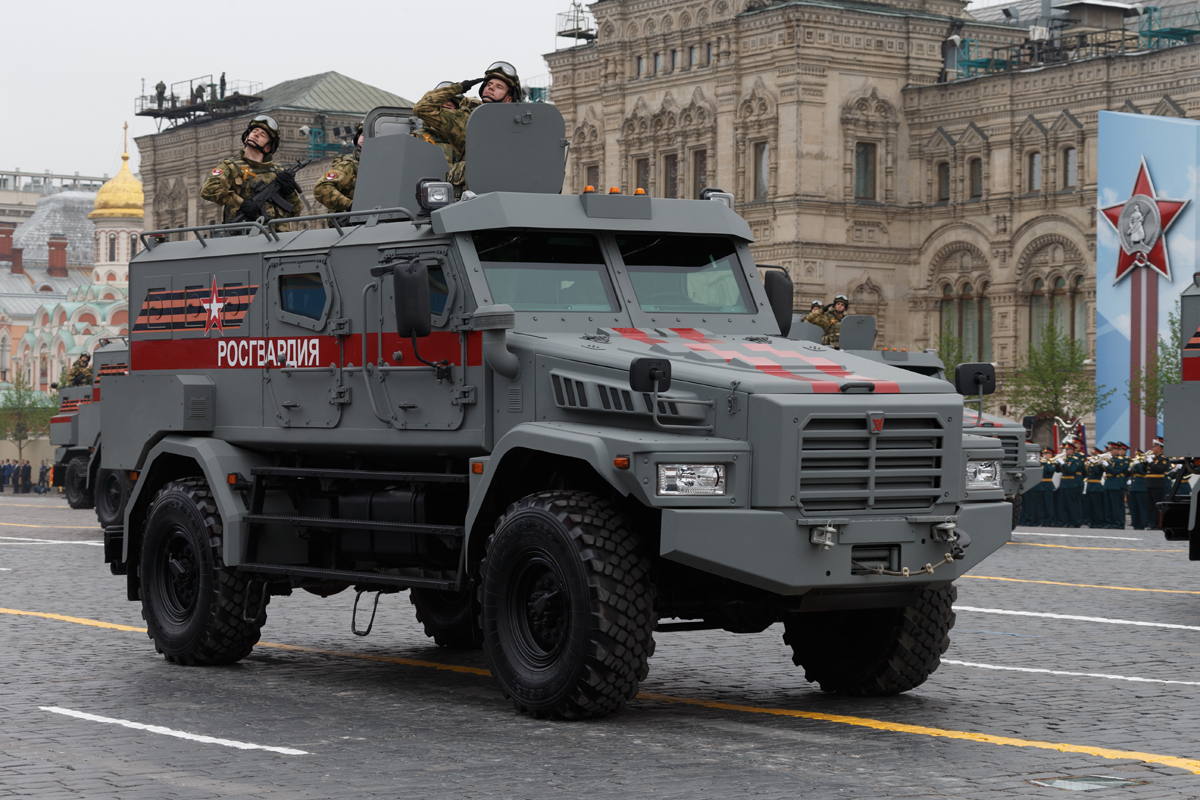
КАМАЗ-435029 «Патруль»
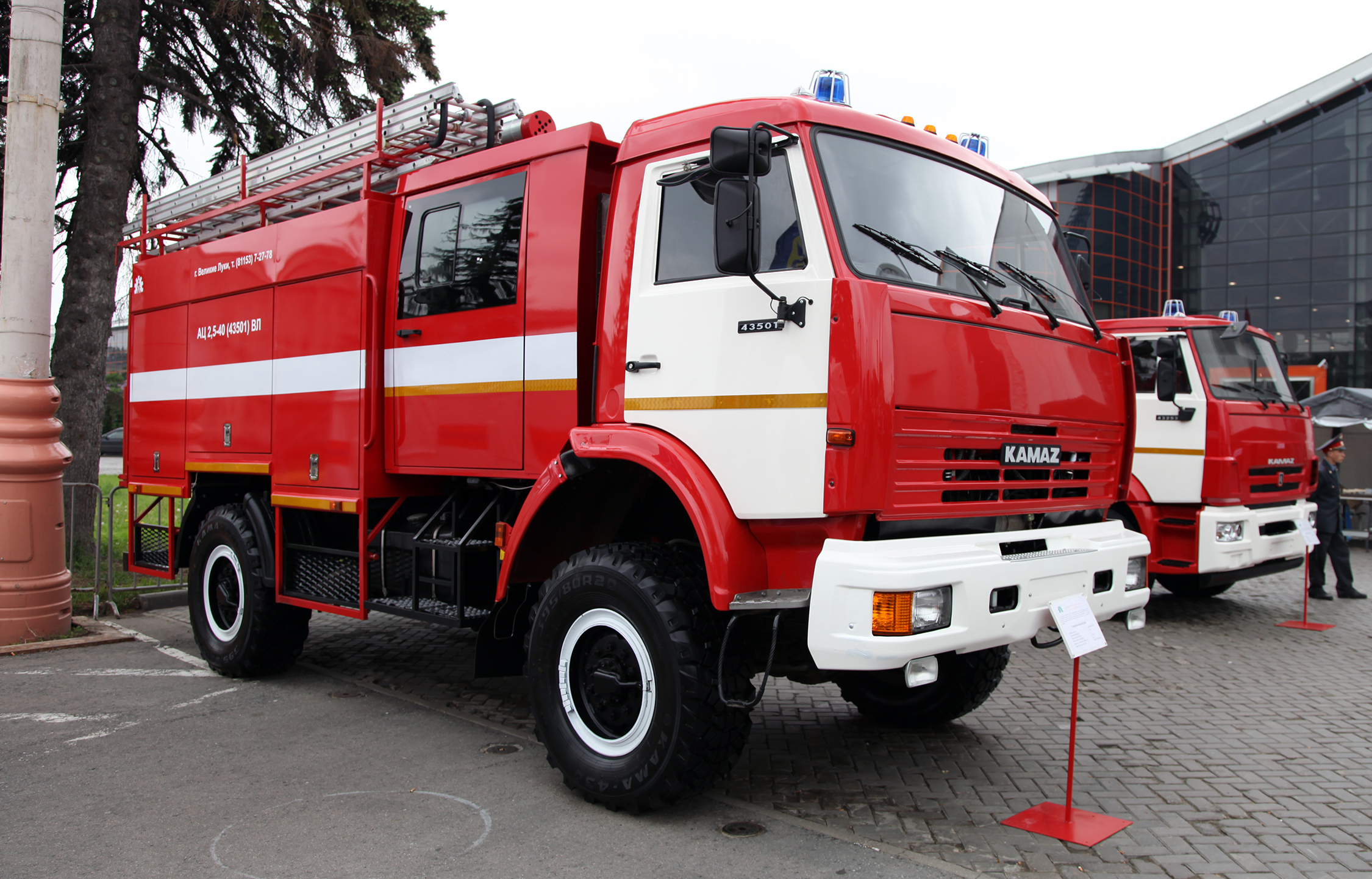
КАМАЗ-43501
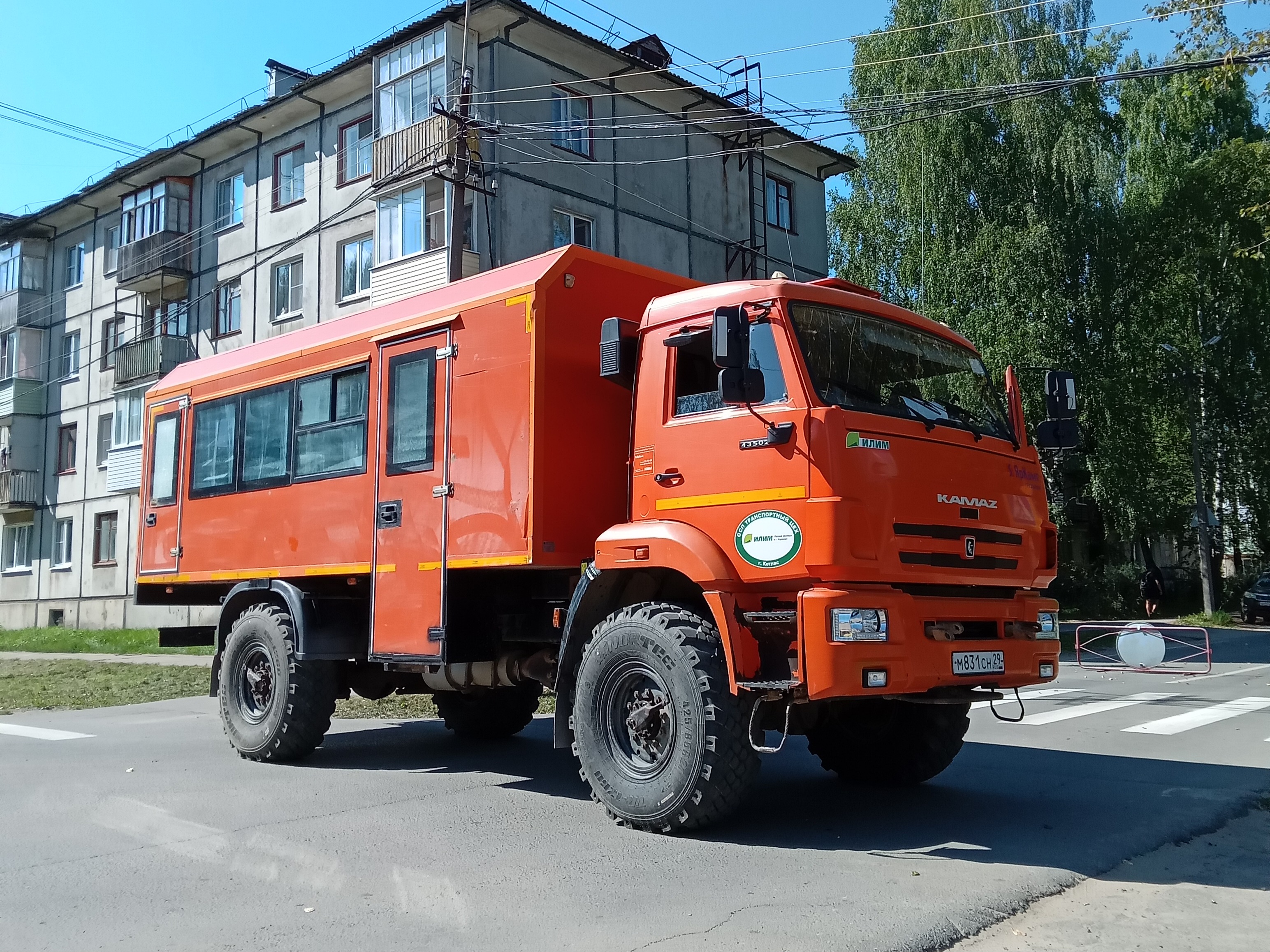
КАМАЗ-43502
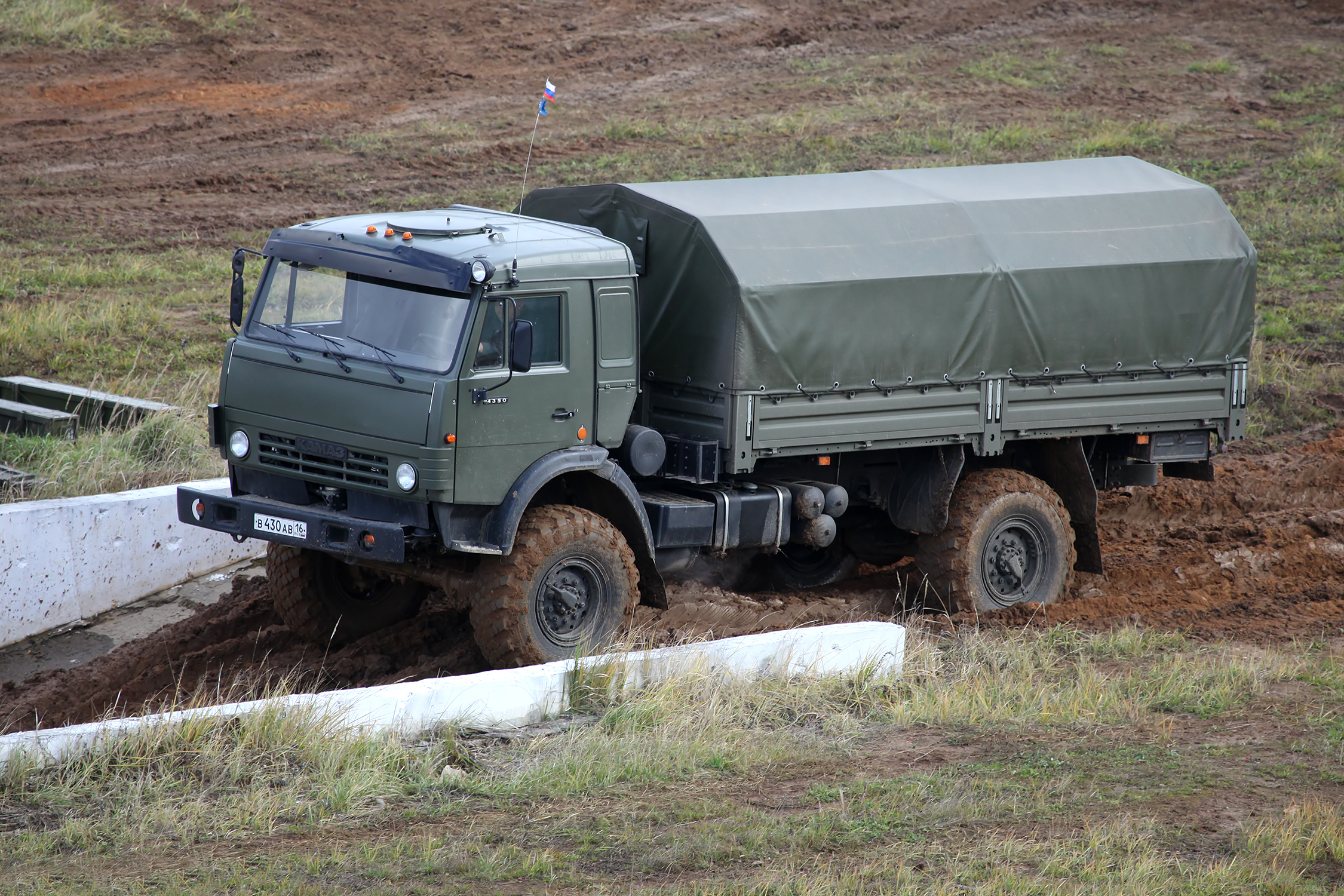
Армейский грузовик на бездорожье
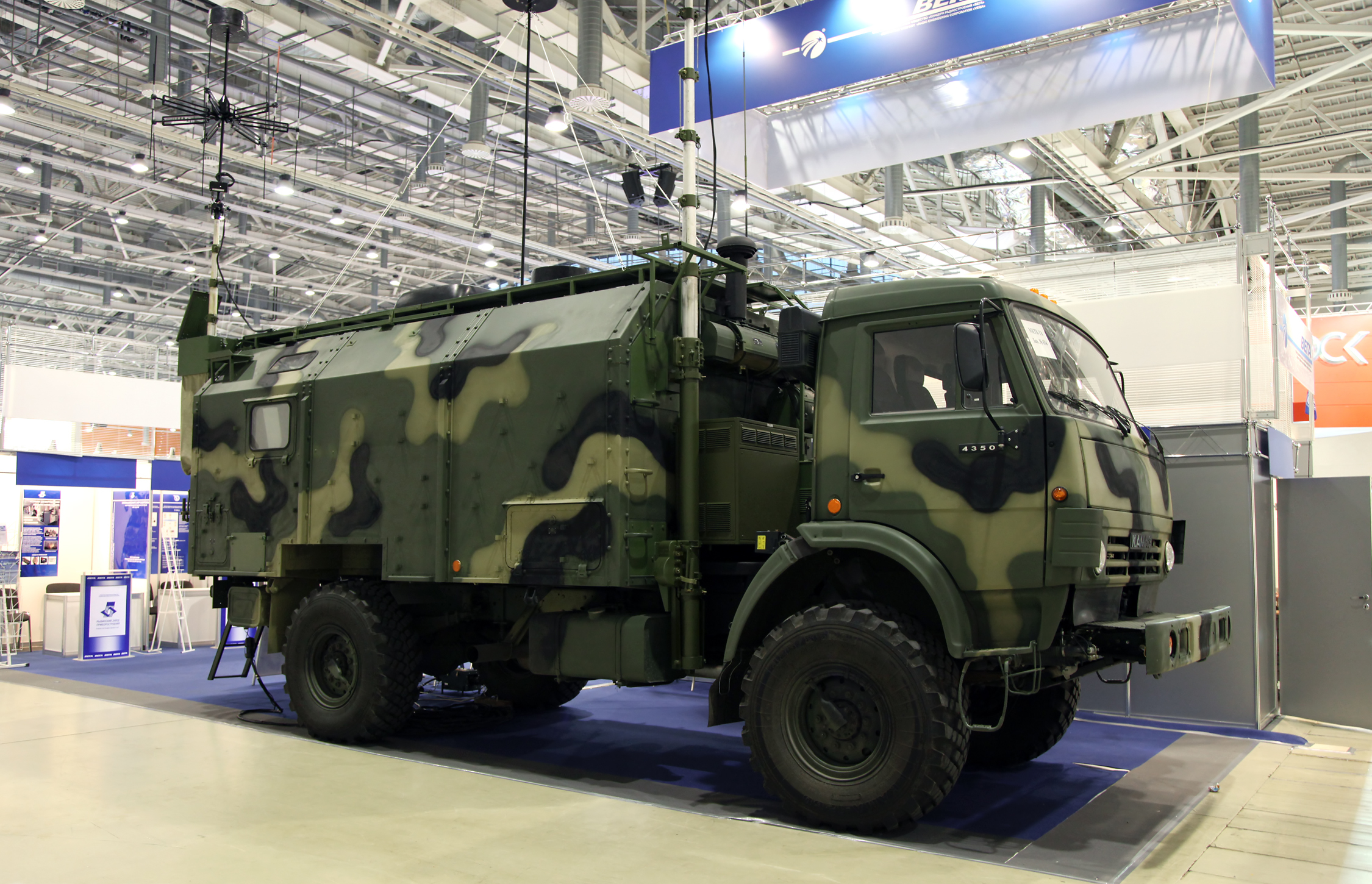
Автомобиль связи